# أويابي (توياما)
مدينة أويابي (بالإنجليزية: Oyabe) هي أحد المدن التابعة لمحافظة توياما. تأسست رسميًا في 01/08/1962. ويقدر عدد سكانها بـ 32656 نسمة حسب تقدير مكتب الإحصاء الياباني لعام 2012. تبلغ مساحة أويابي 134.11 كم2. بكثافة سكانية تبلغ 244 نسمة/كم2.

## أعلام
- تاكاهيرو أراكي